# 金晓昀
金晓昀（1943年—），女，回族，黑龙江克山人，中华人民共和国政治人物，曾任宁夏回族自治区政协副主席，第七届全国人大代表。